# Corythalia parvula
Corythalia parvula är en spindelart som först beskrevs av Peckham, Peckham 1896.  Corythalia parvula ingår i släktet Corythalia och familjen hoppspindlar. Inga underarter finns listade i Catalogue of Life.